# Die Verschworenen
Die Verschworenen oder der häusliche Krieg (en alemany Els conjurats o la guerra domèstica) és un singspiel en un acte amb música de Franz Schubert i llibret de Ignaz Franz Castelli. La va compondre l'any 1823 però es va estrenar després de la mort del compositor, a Frankfurt el 29 d'agost de 1861.